# Gouvernement Abe II
État du Japon
95e cabinet
(Yoshihiko Noda) 97e cabinet
(Shinzō Abe)
Le gouvernement Abe II (第2次 安倍 内閣, Dai-ni-ji Abe Naikaku) est le 96e cabinet (第96代 内閣, dai-kyū-jū-roku-dai Naikaku) de l'État du Japon, nommé le 26 décembre 2012 par le nouveau Premier ministre Shinzō Abe et officiellement investi par l'empereur le jour même. Il s'agit de la deuxième administration formée par Shinzō Abe, cinq ans après la fin de la première qui a duré de 2006 à 2007. Le Parti libéral-démocrate (PLD) et le Kōmeitō, qui étaient dans l'opposition de 2009 à 2012, constituent ce gouvernement après avoir remporté les élections législatives du 16 décembre 2012.

## Composition

### Initiale (26 décembre 2012 - 3 septembre 2014)

#### Premier ministre
| fonction         | Personnalité | Parti | Faction     | Diète        | Circonscription                       |
| ---------------- | ------------ | ----- | ----------- | ------------ | ------------------------------------- |
| Premier ministre | Shinzō Abe   | PLD   | (Machimura) | Représentant | Préfecture de Yamaguchi (4e district) |

#### Ministres d'État

##### Vice-Premier ministre
| fonction | Personnalité | Parti | Faction | Diète        | Circonscription       |
| --- | ------------ | ----- | ------- | ------------ | --------------------- |
| Ministre d'État désigné selon l'article 9 de la loi du Cabinet (Vice-Premier ministre) Ministre des Finances également ministre d'État chargé des Services financiers et chargé de la Déflation et du Yen fort | Tarō Asō     | PLD   | Asō     | Représentant | Fukuoka (8e district) |

##### Ministres, chefs d'un ministère
| fonction | Personnalité      | Parti   | Faction   | Diète        | Circonscription          |
| --- | ----------------- | ------- | --------- | ------------ | ------------------------ |
| Ministre des Affaires intérieures et des Communications également ministre d'État chargé de la Décentralisation et chargé de la Revitalisation locale et du Dōshūsei                                                                | Yoshitaka Shindō  | PLD     | Nukaga    | Représentant | Saitama (2e district)    |
| Ministre de la Justice | Sadakazu Tanigaki | PLD     | Tanigaki  | Représentant | Kyoto (5e district)      |
| Ministre des Affaires étrangères | Fumio Kishida     | PLD     | Kishida   | Représentant | Hiroshima (1er district) |
| Ministre de l'Éducation, de la Culture, des Sports, des Sciences et de la Technologie et chargé de la Réhabilitation de l'éducation                                                                                                 | Hakubun Shimomura | PLD     | Machimura | Représentant | Tokyo (11e district)     |
| Ministre de la Santé, du Travail et des Affaires sociales | Norihisa Tamura   | PLD     | Nukaga    | Représentant | Mie (4e district)        |
| Ministre de l'Agriculture, des Forêts et de la Pêche | Yoshimasa Hayashi | PLD     | Kishida   | Conseiller   | Préfecture de Yamaguchi  |
| Ministre de l'Économie, du Commerce et de l'Industrie également ministre d'État chargé des Compensations de l'accident nucléaire et chargé des Conséquences économiques de l'Accident nucléaire et de la Compétitivité industrielle | Toshimitsu Motegi | PLD     | Nukaga    | Représentant | Tochigi (5e district)    |
| Ministre du Territoire, des Infrastructures, des Transports et du Tourisme | Akihiro Ōta       | Kōmeitō | -         | Représentant | Tokyo (12e district)     |
| Ministre de l'Environnement également ministre d'État chargé de la Prévention des catastrophes nucléaires | Nobuteru Ishihara | PLD     | Ishihara  | Représentant | Tokyo (8e district)      |
| Ministre de la Défense | Itsunori Onodera  | PLD     | Kishida   | Représentant | Miyagi (6e district)     |

##### Chef du secrétariat et du bureau du Cabinet
| fonction                                                                         | Personnalité   | Parti | Faction | Diète        | Circonscription        |
| -------------------------------------------------------------------------------- | -------------- | ----- | ------- | ------------ | ---------------------- |
| Secrétaire général du Cabinet et chargé du Renforcement de la Sécurité nationale | Yoshihide Suga | PLD   | -       | Représentant | Kanagawa (2e district) |

##### Ministres d'État ne dirigeant pas un ministère
| fonction | Personnalité    | Parti | Faction   | Diète         | Circonscription         |
| --- | --------------- | ----- | --------- | ------------- | ----------------------- |
| Ministre de la Reconstruction également chargé de la planification des Réponses à l'Accident nucléaire de Fukushima | Takumi Nemoto   | PLD   | -         | Représentant  | Fukushima (2e district) |
| Ministre d'État, président de la Commission nationale de sécurité publique Ministre d'État chargé de la Gestion des catastrophes également chargé de la question des Enlèvements et de la consolidation du Territoire                                                   | Keiji Furuya    | PLD   | Ibuki     | Représentant  | Gifu (5e district)      |
| Ministre d'État chargé d'Okinawa et des Territoires du Nord Ministre d'État chargé de la Politique scientifique et technologique Ministre d'État chargé de la Politique spatiale également chargé des TIC, de la Politique océanique et des Disputes territoriales      | Ichita Yamamoto | PLD   | -         | Conseiller    | Préfecture de Gunma     |
| Ministre d'État chargée de la Sécurité alimentaire et de la Consommation Ministre d'État chargée des mesures contre la Dénatalité Ministre d'État chargée de l'Égalité sociale et des sexes également chargée du Soutien à la garde d'enfants et à la vitalité féminine | Masako Mori     | PLD   | Machimura | Conseillère   | Préfecture de Fukushima |
| Ministre d'État chargé de la Politique économique et fiscale également chargé de la Renaissance économique et de la Réforme globale de la Fiscalité et de la Sécurité sociale                                                                                           | Akira Amari     | PLD   | Ishihara  | Représentant  | Kanagawa (13e district) |
| Ministre d'État chargée de la Réforme réglementaire également chargée de la Réforme administrative, de la Réforme de la fonction publique, de la Stratégie Cool Japan et de Challenge Again                                                                             | Tomomi Inada    | PLD   | Machimura | Représentante | Fukui (1er district)    |

### Remaniée (3 septembre 2014 - 24 décembre 2014)
Le 3 septembre 2014, le Premier ministre annonce un remaniement de son gouvernement, vingt mois après son retour aux affaires nationales. Ainsi, la représentante Yūko Obuchi, fille de l'ancien Premier ministre Keizō Obuchi, est nommée ministre de l'Économie, du Commerce et de l'Industrie, tandis que sa collègue Midori Matsushima se voit confier le portefeuille de la Justice, jusqu'alors détenu par l'un des piliers du cabinet, Sadakazu Tanigaki. Akinori Eto devient également ministre de la Défense et Sanae Takaichi, ministre des Affaires intérieures et des Communications.
Un mois et demi plus tard, le 20 octobre 2014, la ministre de l'Économie, du Commerce et de l'Industrie et celle de la Justice démissionnent à la suite de scandales politiques. Yōko Kamikawa devient alors ministre de la Justice, et Yōichi Miyazawa ministre de l'Économie, du Commerce et de l'Industrie.
Les membres maintenus à leurs postes sont indiqués en gras, ceux ayant changé d'attribution en italique. 

#### Vice-Premier ministre
| fonction | Personnalité | Parti | Faction | Diète        | Circonscription       |
| --- | ------------ | ----- | ------- | ------------ | --------------------- |
| Ministre d'État désigné selon l'article 9 de la loi du Cabinet (Vice-Premier ministre) Ministre des Finances également ministre d'État chargé des Services financiers et chargé de la Déflation | Tarō Asō     | PLD   | Asō     | Représentant | Fukuoka (8e district) |

#### Ministres, chefs d'un ministère
| fonction | Personnalité                              | Parti   | Faction   | Diète         | Circonscription           |
| --- | ----------------------------------------- | ------- | --------- | ------------- | ------------------------- |
| Ministre des Affaires intérieures et des Communications | Sanae Takaichi                            | PLD     | -         | Représentante | Nara (2e district)        |
| Ministre de la Justice | Midori Matsushima (démission, 20/10/2014) | PLD     | Machimura | Représentante | Tokyo (14e district)      |
| Ministre de la Justice | Eriko Yamatani (intérim, 20-21/10/2014)   | PLD     | Machimura | Conseillère   | Proportionnelle nationale |
| Ministre de la Justice | Yōko Kamikawa (à p. 21/10/2014)           | PLD     | Kishida   | Représentante | Shizuoka (1er district)   |
| Ministre des Affaires étrangères | Fumio Kishida                             | PLD     | Kishida   | Représentant  | Hiroshima (1er district)  |
| Ministre de l'Éducation, de la Culture, des Sports, des Sciences et de la Technologie et chargé de la Réhabilitation de l'éducation et des Jeux olympiques et paralympiques de Tokyo                                                | Hakubun Shimomura                         | PLD     | Machimura | Représentant  | Tokyo (11e district)      |
| Ministre de la Santé, du Travail et des Affaires sociales | Yasuhisa Shiozaki                         | PLD     | Kishida   | Représentant  | Ehime (1er district)      |
| Ministre de l'Agriculture, des Forêts et de la Pêche | Kōya Nishikawa                            | PLD     | Nikai     | Représentant  | Tochigi (2e district)     |
| Ministre de l'Économie, du Commerce et de l'Industrie également ministre d'État chargé des Compensations de l'accident nucléaire et chargé des Conséquences économiques de l'Accident nucléaire et de la Compétitivité industrielle | Yūko Obuchi (démission, 20/10/2014)       | PLD     | Nukaga    | Représentante | Gunma (5e district)       |
| Ministre de l'Économie, du Commerce et de l'Industrie également ministre d'État chargé des Compensations de l'accident nucléaire et chargé des Conséquences économiques de l'Accident nucléaire et de la Compétitivité industrielle | Sanae Takaichi (intérim, 20-21/10/2014)   | PLD     | -         | Représentante | Nara (2e district)        |
| Ministre de l'Économie, du Commerce et de l'Industrie également ministre d'État chargé des Compensations de l'accident nucléaire et chargé des Conséquences économiques de l'Accident nucléaire et de la Compétitivité industrielle | Yōichi Miyazawa (à p. 21/10/2014)         | PLD     | Kishida   | Conseiller    | Préfecture de Hiroshima   |
| Ministre du Territoire, des Infrastructures, des Transports et du Tourisme également chargé de la Politique de l'eau | Akihiro Ōta                               | Kōmeitō | -         | Représentant  | Tokyo (12e district)      |
| Ministre de l'Environnement également ministre d'État chargé de la Prévention des catastrophes nucléaires | Yoshio Mochizuki                          | PLD     | Kishida   | Représentant  | Shizuoka (4e district)    |
| Ministre de la Défense également chargé de la Législation de sécurité | Akinori Eto                               | PLD     | Ōshima    | Représentant  | Aomori (2e district)      |

#### Chef du secrétariat et du bureau du Cabinet
| fonction                                                                             | Personnalité   | Parti | Faction | Diète        | Circonscription        |
| ------------------------------------------------------------------------------------ | -------------- | ----- | ------- | ------------ | ---------------------- |
| Secrétaire général du Cabinet et chargé de la Réduction du poids des bases d'Okinawa | Yoshihide Suga | PLD   | -       | Représentant | Kanagawa (2e district) |

#### Ministres d'État ne dirigeant pas un ministère
| fonction | Personnalité        | Parti | Faction   | Diète        | Circonscription           |
| --- | ------------------- | ----- | --------- | ------------ | ------------------------- |
| Ministre de la Reconstruction également chargé de la planification des Réponses à l'Accident nucléaire de Fukushima | Wataru Takeshita    | PLD   | Nukaga    | Représentant | Shimane (2e district)     |
| Ministre d'État, présidente de la Commission nationale de sécurité publique Ministre d'État chargée de la Gestion des catastrophes également chargée de la question des Enlèvements, de la consolidation du Territoire, de la Politique océanique et des Disputes territoriales                | Eriko Yamatani      | PLD   | Machimura | Conseillère  | Proportionnelle nationale |
| Ministre d'État chargé d'Okinawa et des Territoires du Nord Ministre d'État chargé de la Politique scientifique et technologique Ministre d'État chargé de la Politique spatiale également chargé des TIC, de Cool Japan et de Challenge Again                                                 | Shun’ichi Yamaguchi | PLD   | Asō       | Représentant | Tokushima (2e district)   |
| Ministre d'État chargée de la Sécurité alimentaire et de la Consommation Ministre d'État chargée des mesures contre la Dénatalité Ministre d'État chargée de l'Égalité sociale et des sexes également chargée de la Réforme administrative, des Employées féminines et de la Fonction publique | Haruko Arimura      | PLD   | Ōshima    | Conseillère  | Proportionnelle nationale |
| Ministre d'État chargé de la Politique économique et fiscale également chargé de la Renaissance économique et de la Réforme globale de la Fiscalité et de la Sécurité sociale | Akira Amari         | PLD   | -         | Représentant | Kanagawa (13e district)   |
| Ministre d'État chargé des Zones spéciales de stratégie nationale également chargé de la Création des Régions | Shigeru Ishiba      | PLD   | -         | Représentant | Tottori (1er district)    |